# زاکنچیه
زاکنچیه (به لهستانی:  Zakęcie) یک روستا در لهستان است که در گمینا اوتنگ واقع شده‌است.